# Kanton Lille-4
Der Kanton Lille-4 ist ein französischer Wahlkreis im Département Nord und im Arrondissement Lille. Er entstand 2015 durch ein Dekret vom 17. Februar 2014.

## Gemeinden
Der Kanton besteht aus drei Gemeinden und Gemeindeteilen mit insgesamt 71.737 Einwohnern (Stand: 1. Januar 2022) auf einer Gesamtfläche von 12,23 km²:
| Gemeinde       | Einwohner 1. Januar 2022 | Fläche km² | Dichte Einw./km² | Code INSEE | Postleitzahl                      |
| -------------- | ------------------------ | ---------- | ---------------- | ---------- | --------------------------------- |
| Lezennes       | 2.966                    | 2,14       | 1.386            | 59346      | 59260                             |
| Lille          | 49.335                   | 4,67       | 10.564           | 59350      | 59000, 59160, 59260, 59777, 59800 |
| Ronchin        | 19.436                   | 5,42       | 3.586            | 59507      | 59790                             |
| Kanton Lille-4 | 71.737                   | 12,23      | 5.866            | 5926       | –                                 |

1. ↑   Nur der südöstliche Teil der Gemeinde, der Rest verteilt sich auf die Kantone Lille-1, Lille-2, Lille-3, Lille-5 und Lille-6.